# Nicole Beck
Nicole Beck (28 de maio de 1988) é uma ruguebolista de sevens australiana, campeã olímpica.

## Carreira
Emma Tonegato integrou o elenco da Seleção Australiana Feminina de Rugby Sevens medalha de ouro na Rio 2016, ela fez dois tries.